# 博古恰內區

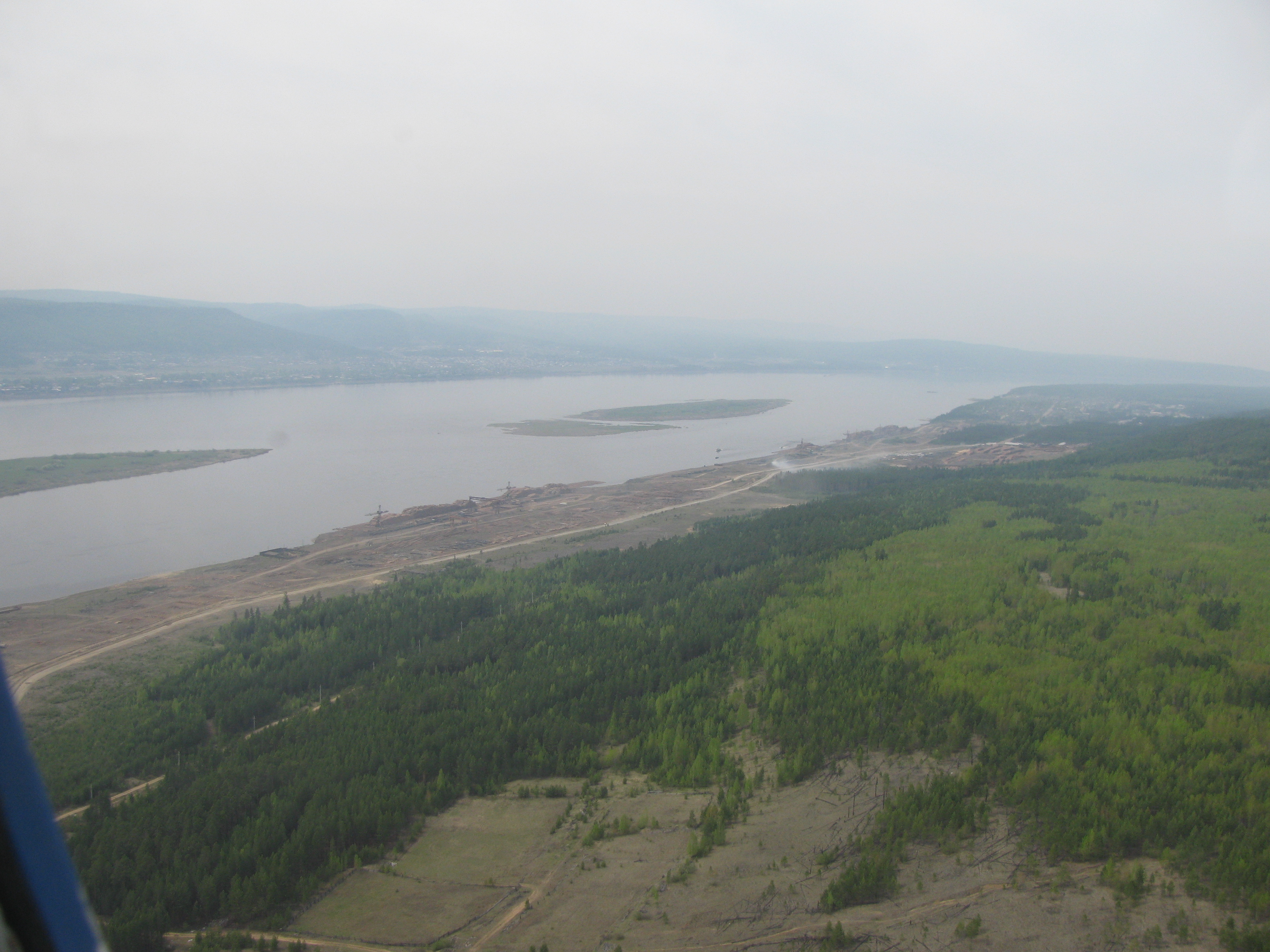

58°22′43″N 97°26′08″E / 58.37861°N 97.43556°E
博古恰內區（俄语：Богучанский район），是俄羅斯的一個區，位於該國中部，由克拉斯諾亞爾斯克邊疆區負責管轄，始建於1927年7月4日，面積53,985平方公里，2010年人口47,968，人口密度每平方公里0.89人。